# 池上真介
池上 真介（いけがみ しんすけ、1983年11月10日 - ）は、日本の元ラグビー選手。

## プロフィール
- 神奈川県出身。
- ポジションはウィング(WTB)、センター(CTB)、フルバック(FB)。
- 身長 175cm、体重 85kg。
- 関東代表に選ばれたことがある[1]。

## 略歴
ラグビーは3歳から始めた。
2002年、神奈川県立横須賀高等学校卒業後、早稲田大学に入る。
2006年、早稲田大学卒業後、リコーブラックラムズに加入。同年9月2日に行われたジャパンラグビートップリーグ第1節の福岡サニックスブルース戦に先発出場で公式戦初出場を果たす。
2012年、現役を引退した。